# Projet de définition de signalisation en France
Pour les articles homonymes, voir PDS.
Le Projet de définition de signalisation (PDS) précise pour un aménagement donné (itinéraire existant, route nouvelle, aménagement ponctuel) la composition et l’implantation des panneaux de signalisation de jalonnement, induits par le schéma directeur de jalonnement.
Il comprend un descriptif des panneaux et une représentation de ceux-ci sur la vue en plan du projet.
Les fiches de définition viennent ensuite préciser panneau par panneau les caractéristiques géométriques des éléments composant le panneau. 

## La composition

### Le choix des mentions
Chacun des carrefours du projet d’aménagement doit faire l’objet d’une fiche-carrefour. Les mentions issues du schéma directeur sont d’abord positionnées, ensuite les mentions locales proches de l’aménagement.
Les règles d’écran et de domination s’appliquent également au niveau du projet de définition.
Les mentions sont ensuite regroupées par blocs homogènes pour définir les registres.

### La hauteur de base
Le premier indicateur à définir pour chaque carrefour est la hauteur de base Hb fonction de la lisibilité des inscriptions, elle-même fonction de la vitesse d’approche des usagers. 
Cette hauteur de base servira à déterminer la hauteur de composition Hc des éléments constitutifs du panneau : caractères, espaces entre caractères, entre mentions ou entre blocs.

## L’implantation
La distance d’implantation est fonction de la vitesse d’approche des usagers.
La hauteur d’implantation des panneaux est mesurée entre la chaussée ou le trottoir et la partie inférieure du panneau ou de l’ensemble de panneaux.
Pour les panneaux placés sur accotement, cette hauteur est, en général, prise entre 2 m et 2,5 m en tenant compte des conditions de circulation. Elle peut dans certains cas être ramenée à 1 m.

## La fiche de définition
La fiche de définition est le document final décrivant les caractéristiques complètes du panneau :
- le ou les registres,
- le ou les mâts ou poteaux ou potelet,
- les éléments de fixation,
- le massif de fondation.

Des notes de calcul du massif de fondation ainsi que des plans de détails comme le ferraillage peuvent compléter la fiche de définition. 

## Sources
- Instruction interministérielle du 22 mars 1982 relative à la signalisation de direction.